# 1199 (szám)
Az 1199 (római számmal: MCXCIX) az 1198 és 1200 között található természetes szám.

## A szám a matematikában
A tízes számrendszerbeli 1199-es a kettes számrendszerben 10010101111, a nyolcas számrendszerben 2257, a tizenhatos számrendszerben 4AF alakban írható fel.
Az 1199 páratlan szám, összetett szám, félprím. Kanonikus alakja 111 · 1091, normálalakban az 1,199 · 103 szorzattal írható fel. Négy osztója van a természetes számok halmazán, ezek növekvő sorrendben: 1, 11, 109 és 1199.
Az 1199 huszonhárom szám valódiosztó-összegeként áll elő, ezek közül legkisebb az 5965.

## Csillagászat
- 1199 Geldonia kisbolygó